# 2021年3月

## 3月1日
- 柬埔寨一個法院判處9位被指控圖謀政變的柬埔寨救国党高層人物入獄20年至25年不等，其中流亡國外的桑蘭西被判入獄25年。[1]

## 3月2日
- 尼日利亞官員表示在扎姆法拉綁架案被擄走的279名女孩已獲釋。[2]
- 國際能源署表示，2019冠状病毒病疫情導致2020年出現二次大戰以來全球能源相關二氧化碳排放量最大按年跌幅，但是2020年12月的排放量已重新超越前一年（2019年）12月水平。[3]
- 美国参议院以84票支持和15票反對批准羅德島州州长吉娜·雷蒙多出任美国商务部长。[4]

## 3月3日
- 2021年缅甸反军事政变示威錄得截至本日為止最大單日死亡人數，本日有至少38人在鎮壓中喪生。[5]
- SpaceX星際飛船第3次試射終於成功軟着陸，但8分鐘後爆炸。[6]
- 一艘載有200名移民的船隻從吉布提出發往也門途中，大約80人被蛇頭強行扔下海，造成至少20人喪生。[7]
- 德國聯邦憲法保衛局將德國另類選擇列為「極右派嫌疑案件」，並且得以實行監聽等措施[8]。

## 3月5日
- 新西蘭克马德克群岛附近發生矩震級8.1地震，無傷亡報告。[9]
- 羅馬尼亞導演拉杜·裘德執導的電影於第71屆柏林影展獲得最高榮譽金熊獎。[10]
- 第十三届全国人民代表大会第四次会议公布《关于完善香港特别行政区选举制度的决定》，对香港政治制度进行回归以来的第四次改革。[11]
- 教宗方濟各到訪伊拉克，是當地歷來的首次天主教教宗到訪。[12]

## 3月6日
- 2021年科特迪瓦國民議會選舉進行投票。[13]
- 美國參議院以50票支持和49票反對通過《2021年美國救援方案法》。參議院通過的版本仍需等待眾議院通過。[14]
- 西藏流亡政府精神领袖、第十四世达赖喇嘛丹增嘉措在达兰萨拉注射2019冠状病毒病疫苗。[15]
- 胡塞运动武裝進攻由親也门政府部队控制的馬里卜的戰事於過去24小時造成雙方合計至少90名戰鬥人員喪生。[16]

## 3月7日
- 赤道幾内亞最大城市巴塔發生因軍火儲藏不當引致的連環爆炸，釀成至少105死、逾600人傷。[17]
- 瑞士一項有關支持禁止完全蒙面的公民投票以51.2%支持率獲得通過。[18]

## 3月8日
- 巴西最高法院裁定被控涉及巴西石油貪腐案的前總統魯拉·達席爾瓦原先有罪判決均無效[19]。

## 3月9日
- 美國「新線戰略和政策研究所」發布了一份分析報告，內容有關中國共產黨在新疆地區的種族滅絕行為。報告指出新疆再教育營至少監禁了100萬人維吾爾族，被監禁的維吾爾人受到強暴、性虐待、剝削、公開羞辱等凌虐及殘忍對待，違反所有種族滅絕條款[20]。
- 宣布德國國家足球隊主教練將在後卸任[21]。
- 塞爾維亞網球選手連續311週在ATP排名排名第一，打破的歷史紀錄[22]。

## 3月10日
- 國際奧林匹克委員會現任主席托馬斯·巴赫成功贏得第二任期，任期延續至2025年為止[23]。

## 3月11日
- 聯合國安理會首次對2021年緬甸事態表態，聲明「深度關切被限制的醫護、公民社會、工會成員、記者和媒體工作者，要求立即釋放被任意拘留者」。[24][25]
- 中國第十三屆全國人大四次會議以2895票贊成、1票棄權，通過《關於完善香港特別行政區選舉制度的決定》，授權全國人大常委會修改香港基本法附件一《行政長官的產生辦法》和附件二《立法會的產生辦法和表決程序》[26]。

## 3月13日
- 玻利維亞政府宣布前總統·因為在2019年接替埃沃·莫拉萊斯職務時涉嫌策划2019年阿尔托市与萨卡瓦屠杀及政變而遭到拘捕[27]。

## 3月14日
- 德國2021年巴登-符騰堡州議會選舉（英语：2021 Baden-Württemberg state election）和2021年萊茵蘭-普法茲州議會選舉（英语：2021 Rhineland-Palatinate state election）進行投票。[28]
- 2021年缅甸反军事政变示威錄得截至本日為止最大單日死亡人數，約50人在本日喪生。[29]
- 蒙古国形成沙尘暴并导致多名牧民失踪。

## 3月15日
- 沙尘暴波及蒙古国南部及中国华北地区大部地区，并导致蒙古国10名牧民死亡，仍有失踪。[30]。
- 泰勒·斯威夫特专辑《民间故事》获得第63届格莱美奖年度最佳专辑。[31]

## 3月16日
- 当地时间3月16日深夜，以色列对叙利亚首都大马士革进行了空袭，叙利亚国家通讯社报道称，叙防空系统将大部分导弹拦截，目前尚无人员伤亡的报告。
- 美國參議院通過總統提名的德布·哈蘭德出任內政部長，也是美國首位擔任內閣官員的美國原住民[32]。
- 美国亚特兰大市区三家按摩院爆发连环枪击案，造成8人死亡，1人受伤，死者有6位女性是亚裔美国人[33]。

## 3月17日
- 2021年荷兰大选進行投票。[34]
- 美国参议院以98票支持和0票反對确认戴琪为美国贸易代表。[35]
- 坦桑尼亚总统约翰·马古富利因心脏病并发症去世，享年61岁，职务由副总统萨米娅·苏卢胡继任[36]。
- 2021年阿贝尔奖授予阿维·威格森和洛瓦兹·拉兹洛，以表彰他们在计算复杂性理论、图论领域的贡献。[37]
- 2021年3月17日，札幌地方裁判所判定现行婚姻制度未能覆盖同性恋群体，违反了《日本国宪法》第14条所规定的平等权。这一判决将促进日本同性婚姻法制化的进程。[38]

## 3月18日
- 西班牙国会3月18日表決通過一項与安樂死有关的法案，允许患有「严重而无法治愈的疾病」或「衰弱性和慢性疾病」以致「不堪忍受」的病人接受主动安乐死或协助自杀。西班牙也成为继荷蘭、比利時和盧森堡之后的第四个安乐死合法化的欧盟国家[39]。
- 中美两国高级外交官员在安克雷奇举行拜登政府就任后的首次战略对话，双方在会谈中激烈交锋。[40]

## 3月19日
- 朝鲜宣布与马来西亚中止外交关系。[41]
- 冰島雷恰角半岛法格拉達爾山發生火山噴發，該半島前一次火山噴發距今大約800年。[42]
- 《2021年世界快樂報告》發表。[43]
- 中国中央政府派出的联合调查组公布了阳关林场风波的调查情况。[44]
- 坦尚尼亞副總統薩米婭·蘇盧胡宣誓就任總統，成為東非國家第一位女性元首。

## 3月20日
- 在中国四川省广汉市三星堆遗址新发现的6座祭祀坑中，出土了古蜀文明的黄金面具、青铜人像、青铜尊、玉琮、玉璧、金箔、象牙等500多件重要文物。[45]
- 土耳其政府在官方憲報宣佈土耳其退出《欧洲委员会防止和反对针对妇女的暴力和家庭暴力公约》。[46]
- 東京奧林匹克運動會·殘疾人奥林匹克運動會組織委員會宣佈，因2019冠状病毒病疫情，2020年夏季奥林匹克运动会和2020年夏季帕拉林匹克運動會將不接待國外觀眾。[47]
- 日本宫城县发生里氏7.2地震，造成1米高的海啸。[48]

## 3月21日
- 2021年剛果共和國總統選舉進行投票。[49]
- 尼日尔憲法法院確認穆罕默德·巴祖姆在2021年2月舉行的總統選舉第二輪投票勝出，其總統任期將於4月開始。[50]
- 尼日爾塔瓦大区三個村遭到身份不明的槍手襲擊，137人被殺。[51]
- 加拿大太平洋鐵路公司表示同意以250億美元（現金加股票）的代價併購擁有堪薩斯城南方鐵路公司和墨西哥堪薩斯城南方的堪薩斯城南方，以構建連接加拿大、美國和墨西哥的鐵路網。[52]

## 3月22日
- 歐洲聯盟、英國、美國及加拿大宣佈就新疆維吾爾族人權問題對中華人民共和國官員實施制裁，這是自1989年天安門事件歐盟對中國實施武器禁運以來的首次制裁。[53]
- 美国科罗拉多州博尔德一家金苏柏超市爆发大规模枪击案，9名平民及1名警察遇害。[54]
- 中国广东省广州市番禺区化龙镇明经村发生自杀式爆炸案。有村民不满旧城改造征地安排，携带可燃物前往村委会大楼引爆，造成5死5伤。死伤者包括村委书记、村委副书记、治安队长等人。[55]
- 位於孟加拉國吉大港專區科克斯巴扎爾的巴魯卡里難民營發生大火，導致至少15人死亡、400人失蹤、560人受傷、超過4萬人流離失所。[56]
- 自由之家发布特别报告指出，美国民主当务之急的三大问题：有色人种遭遇的不平等对待；金钱在政治中的不当影响；党派对立和极端主义。这是自由之家过去15年来首次发布针对美国民主缺陷的报告[57]。

## 3月23日
- 2021年以色列议会选举進行投票。[58]
- 2021年蘇伊士運河阻塞事件：台湾长荣海运向日本正榮汽船租用的巴拿马籍货轮“长赐轮”在意外搁浅，导致运河被堵塞，大量船只受到影响。[59]

## 3月24日
- 中华人民共和国国务院新闻办公室发布《2020年美国侵犯人权报告》[60]。
- 瑞典时装品牌H&M因2020年10月按照良好棉花发展协会抵制新疆棉花的倡议，宣布“不与新疆的服装制造工厂合作，不从该地区采购产品或原材料”，在中国遭遇大规模抵制，波及该协会其他成员[61]。美國國會在2020年9月22日已經通過《防止強迫維吾爾勞動法》[62]。
- 因為採購加馬列亞COVID疫苗引發執政危機，以斯洛伐克總理伊戈爾·馬托維奇為首的內閣中有多名官員宣布辭職[63]。

## 3月25日
- 2020年东京奥运会圣火传递活动在日本福岛县楢叶町J-VILLAGE正式展开。
- 以色列總理領導的在2021年議會選舉贏得多數席次，但是沒有陣營擁有過半席次[64]。

## 3月26日
- 中國山西省左權縣發生煤礦事故，4名被困礦工遇難。
- 埃及索哈傑省泰赫塔發生兩列鐵路列車相撞事故，造成至少32人死亡和165人受傷[65]。

## 3月27日
- 中华人民共和国国务委员兼外长王毅和伊朗外长扎里夫在德黑兰签署中伊25年全面合作协议[66]，该协议涉及两国政治、战略和经济的合作[67]。
- 緬甸民眾於建軍節在仰光和曼德勒多個城市上街示威，軍隊武力鎮壓，造成至少114人死亡，遇難者包括兒童。共有十二個國家的國防部長發表聯合聲明譴責緬甸軍政府武力鎮壓示威者，聯合國秘書長古特雷斯呼籲國際社會強硬回應緬甸軍政府的行為[68][69]。
- 在因戰爭失利而面臨下臺壓力後，亞美尼亞總理尼科爾·帕希尼揚宣布將於4月辭去職務[70]。

## 3月28日
- 2021年土库曼斯坦议会选举進行投票。[71]
- 一名亚裔男子在纽约遭黑人虐打，纽约警察局称这是仇恨犯罪。[72]

## 3月29日
- 在苏伊士运河擱淺的巨型貨櫃船長賜輪成功脫困。[73]
- 美國貿易代表戴琪宣佈美國即時停止與缅甸的所有貿易，直至緬甸回復由民主選舉的政府管治。[74]
- 伊斯兰国發出聲明，宣佈已控制莫桑比克北部城鎮帕爾馬。[75]

## 3月30日
- 全国人民代表大会常务委员会正式修改香港基本法附件一、二内容，提出2021年香港政治制度改革的具体实施细则。

## 3月31日
- 尼日尔政府表示已挫敗一起軍事政變圖謀，數人被捕。[76]
- 協會宣布向阿爾佛雷德·艾侯和傑弗瑞·烏爾曼頒發2020年圖靈獎，以表彰其在編譯器方面的貢獻[77]。